# Cernotina depressa
Cernotina depressa är en nattsländeart som beskrevs av Oliver S. Flint Jr. 1974. Cernotina depressa ingår i släktet Cernotina och familjen fångstnätnattsländor. Inga underarter finns listade i Catalogue of Life.